# Chthonius lanzai
Espèce
Chthonius lanzai est une espèce de pseudoscorpions de la famille des Chthoniidae.

## Distribution
Cette espèce est endémique de Toscane en Italie,. Elle se rencontre dans la grotte Tana dei Pipistrelli à Villa Collemandina et dans la grotte grotta Buca di Nadia à Pistoia.

## Liste des sous-espèce
Selon Pseudoscorpions of the World (version 3.0) :
- Chthonius lanzai lanzai Caporiacco, 1947 grotte à Villa Collemandina
- Chthonius lanzai vannii Callaini, 1986 grotte à Pistoia

## Étymologie
Cette espèce est nommée en l'honneur de Benedetto Lanza et la sous-espèce en l'honneur de Stefano Vanni (1951-).

## Publication originale
- Caporiacco, 1947 : Alcuni Arachnidi cavernicoli di Toscana. Commentationes Pontificiae Academia Scientarum, vol. 11, p. 251-258.
- Callaini, 1986 : Note sugli pseudoscorpioni raccolti in alcune grotte della Toscana settentrionale (Arachnida) (Notulae Chernetologicae 25). Redia, vol. 69, p. 523-542.